# Тамид (трактат)
«Тамид» (др.-евр. תמיד‬, tamid — букв. «постоянная [жертва]») — трактат в Мишне и Вавилонском Талмуде, в разделе «Кодашим» («Святыни»). Трактат описывает ритуал ежедневной службы в Иерусалимском храме, центральную часть которой составляли жертвоприношения. Полное заглавие трактата — עולת תמיד‬ — «ежедневное всесожжение»).

## Предмет рассмотрения
Предписание совершать ежедневные жертвоприношения содержится в Моисеевом законе в двух местах: Исх. 29:38—42 и Чис. 28:3—8, полностью соответствующих друг другу:

Вот что будешь ты приносить на жертвеннике: двух агнцев однолетних [без порока] каждый день постоянно [в жертву всегдашнюю]; одного агнца приноси поутру, а другого агнца приноси вечером, и десятую [часть ефы] пшеничной муки, смешанной с четвертью гина битого елея, а для возлияния четверть гина вина, для одного агнца; другого агнца приноси вечером: с мучным даром, подобным утреннему, и с таким же возлиянием приноси его в благоухание приятное, в жертву Господу. Это — всесожжение постоянное в роды ваши пред дверями скинии собрания пред Господом…
— Исх. 29:38—42
Другим важным элементом службы было принесение воскурений на жертвеннике, находившемся внутри храма:

И сделай жертвенник для приношения курений, из дерева ситтим сделай его... И поставь его пред завесою, которая пред ковчегом откровения, против крышки, которая на [ковчеге] откровения, где Я буду открываться тебе.
На нем Аарон будет курить благовонным курением; каждое утро, когда он приготовляет лампады, будет курить им; и когда Аарон зажигает лампады вечером, он будет курить им: [это] — всегдашнее курение пред Господом в роды ваши. Не приносите на нем никакого иного курения, ни всесожжения, ни приношения хлебного, и возлияния не возливайте на него.
— Исх. 30:1, 6—9
Трактат «Тамид» описывает службу в Иерусалимском храме на основании свидетельств очевидцев. Он, в отличие от подавляющего большинства трактатов Талмуда, не содержит галахических постановлений, а споры между законоучителями в нём крайне немногочисленны и вызваны расхождениями в их воспоминаниях.

## Содержание
Трактат «Тамид» в Мишне состоит из 7 глав и 34 параграфов. Как и многие другие трактаты, он начинается с числового правила (перечисляются три поста ночной стражи в храме), а заканчивается материалом агадического характера.
- Глава первая начинает описание ежедневной службы: ночная стража, приход распорядителя и утренний осмотр храма.
- Глава вторая описывает подготовку жертвенника: очистка от пепла, выкладка дров.
- Глава третья продолжает описание: следует рассказ о том, как среди священников-участников службы по жребию распределялись обязанности, о подготовке жертвенного ягнёнка, об очищении меноры и жертвенника для воскурений.
- Глава четвёртая описывает процесс принесения ежедневного всесожжения.
- Глава пятая продолжает описание: утренняя молитва в храме, подготовка к воскурению, рассказ о магрефе (особый музыкальный инструмент, род небольшого органа, издававший сто звуков[2]).
- Глава шестая описывает ритуал воскурения благовоний на жертвеннике внутри храма.
- Глава седьмая описывает особенности ритуала в случае участия в службе первосвященника. Трактат завершается молитвой о восстановлении храма и списком псалмов, которые пели левиты в храме в разные дни недели[1].

## Толкования и комментарии
В Вавилонской гемаре сохранились только 1, 2 и 4 главы трактата; там содержится несколько любопытных историй и легенд, в том числе истории из жизни Александра Македонского: о его беседе с мудрецами, о путешествии в Африку и о его приключениях среди амазонок и у врат рая.